# Różanka (województwo opolskie)
Różanka (niem. Roßhof, także Rościsław) – nieistniejąca już miejscowość w Polsce  na terenie współczesnego województwa opolskiego (powiat nyski, gmina Nysa).
Dawniej majątek ziemski położony na zachód od Miedników, przy drodze do Brzeziny Polskiej. Od 1945 w Polsce, przekształcony w PGR. Wraz z Miednikami i Brzeziną Polską Różanka należała do gminy Siestrzechowice w powiecie nyskim, od 1950 w województwie opolskim. W związku z reformą administracyjną weszła w skład nowo utworzonej gromady Siestrzechowice, a od 31 grudnia 1961 gromady Koperniki.
Została wysiedlona i zatopiona w 1971 roku kosztem budowy Jeziora Nyskiego (zaporowy zbiornik retencyjny na Nysie Kłodzkiej oddany do eksploatacji w 1972 roku).